# Sanjay Kapoor
Sanjay Kapoor (Bombay, 17 ottobre 1965) è un attore e produttore cinematografico indiano.
Appartiene ad una delle famiglie più importanti di Bollywood: suo padre è Surinder Kapoor ed è il fratello dell'attore Anil Kapoor e del produttore Boney Kapoor.
Lo si ricorda nella parte di Abhay in Tomorrow May Never Come; è stato assistente alla regia in Om Shanti Om.

## Filmografia parziale
- LOC Kargil (2003)
- Tomorrow May Never Come (2003)
- Prem (1995)